# Limnesia eggletoni
Limnesia eggletoni är en kvalsterart som beskrevs av Cook 1954. Limnesia eggletoni ingår i släktet Limnesia och familjen Limnesiidae. Inga underarter finns listade i Catalogue of Life.